# Utrecht Centraal
Utrecht Centraal vasútállomás Hollandiában, Utrecht városában.

## Vasútvonalak
Az állomást az alábbi vasútvonalak érintik:
- Amsterdam–Arnhem-vasútvonal
- Utrecht–Kampen-vasútvonal
- Utrecht–Boxtel-vasútvonal
- Utrecht–Rotterdam-vasútvonal

## Kapcsolódó állomások
A vasútállomáshoz az alábbi állomások vannak a legközelebb:
- Utrecht Leidsche Rijn vasútállomás
- Utrecht Zuilen vasútállomás
- Utrecht Overvecht vasútállomás
- Utrecht Vaartsche Rijn railway station
- Amsterdam Centraal
- Arnhem vasútállomás
- Utrecht Maliebaan vasútállomás

## Forgalom
| Vonattípus              | Útvonal | Gyakoriság                                                                 |
| ----------------------- | --- | -------------------------------------------------------------------------- |
| ICE                     | Amsterdam Centraal – Utrecht Centraal – Arnhem – Köln Hbf – Frankfurt (Main) Flg. Fernb. – Basel SBB                               | 1x naponta                                                                 |
| ICE                     | Amsterdam Centraal – Utrecht Centraal – Arnhem – Köln Hbf – Frankfurt (Main) Flg. Fernb.– Frankfurt (Main) Hbf                     | 6x naponta                                                                 |
| CityNightLine/EuroNight | Amsterdam Centraal – Utrecht Centraal – Köln Hbf – Prága/Koppenhága/Moszkva/Zürich (– Brig)/München Hbf (– Garmisch-Partenkirchen) | 1x naponta                                                                 |
| Intercity               | Rotterdam Centraal – Gouda - Utrecht Centraal – Amersfoort – Zwolle - Leeuwarden                                                   | óránként                                                                   |
| Intercity               | Rotterdam Centraal – Gouda - Utrecht Centraal – Amersfoort – Zwolle - Groningen                                                    | óránként                                                                   |
| Intercity               | Alkmaar – Zaandam - Amsterdam Centraal – Utrecht Centraal – ’s-Hertogenbosch – Eindhoven – Maastricht                              | félóránként                                                                |
| Nachtnet                | Rotterdam Centraal - Delft - Den Haag Centraal - Leiden Centraal - Schiphol - Amsterdam Centraal - Utrecht Centraal                | óránként - esti órákban                                                    |
| Intercity               | Den Haag Centraal – Gouda - Utrecht Centraal – Amersfoort – Apeldoorn - Deventer - Almelo - Hengelo - Enschede                     | óránként                                                                   |
| Intercity               | Den Haag Centraal – Gouda – Utrecht Centraal                                                                                       | félóránként                                                                |
| Nachtnet                | Rotterdam Centraal – Gouda – Utrecht Centraal                                                                                      | óránként, óránként a késő esti órákban, csütörtökön, pénteken és szombaton |
| Intercity               | Den Haag Centraal – Gouda – Utrecht Centraal – Amersfoort - Amersfoort Schothorst                                                  | óránként                                                                   |
| Intercity               | Den Helder – Alkmaar – Zaandam - Amsterdam Centraal – Utrecht Centraal – Veenendaal-De Klomp – Ede-Wageningen – Arnhem – Nijmegen  | félóránként                                                                |
| Intercity               | Schiphol – Amsterdam Zuid - Amsterdam Bijlmer ArenA - Utrecht Centraal – Driebergen-Zeist– Arnhem - Nijmegen                       | félóránként                                                                |
| Intercity               | Schiphol – Amsterdam Zuid - Amsterdam Bijlmer ArenA - Utrecht Centraal – ’s-Hertogenbosch – Eindhoven - Heerlen                    | félóránként                                                                |
| Intercity               | Utrecht Centraal – Hilversum – Almere Centrum - Almere Oostvaarders                                                                | félóránként                                                                |
| Sprinter                | Utrecht Centraal – Baarn | félóránként                                                                |
| Sprinter                | Utrecht Centraal – Amersfoort - Harderwijk – Zwolle                                                                                | félóránként                                                                |
| Sprinter                | Utrecht Centraal – Hilversum – Amsterdam Zuid – Leiden Centraal                                                                    | félóránként                                                                |
| Sprinter                | Utrecht Centraal - Geldermalsen – Tiel                                                                                             | félóránként                                                                |
| Sprinter                | Breukelen – Utrecht Centraal – Driebergen-Zeist – Veenendaal Centrum – Rhenen                                                      | félóránként                                                                |
| Intercity               | Utrecht Centraal – Woerden – Alphen a/d Rijn – Leiden Centraal                                                                     | félóránként                                                                |
| Sprinter                | Utrecht Centraal – Woerden – Gouda – Den Haag Centraal                                                                             | félóránként                                                                |
| Sprinter                | Utrecht Centraal - Geldermalsen - ’s-Hertogenbosch - Tilburg - Breda                                                               | félóránként                                                                |
| Sprinter                | (Amsterdam Centraal -) Breukelen - Utrecht Centraal – (-Veenendaal Centrum)                                                        | félóránként                                                                |
| Nachtnet                | Utrecht Centraal – ’s-Hertogenbosch – Eindhoven                                                                                    | óránként, óránként a késő esti órákban, csütörtökön, pénteken és szombaton |
| Sprinter                | Utrecht Centraal - Utrecht Maliebaan                                                                                               | csak hétvégén, iskolai szünetekben és ünnepnapokon                         |
| Sprinter                | Utrecht Centraal – Woerden | félóránként                                                                |

## Kapcsolódó közlekedési módok

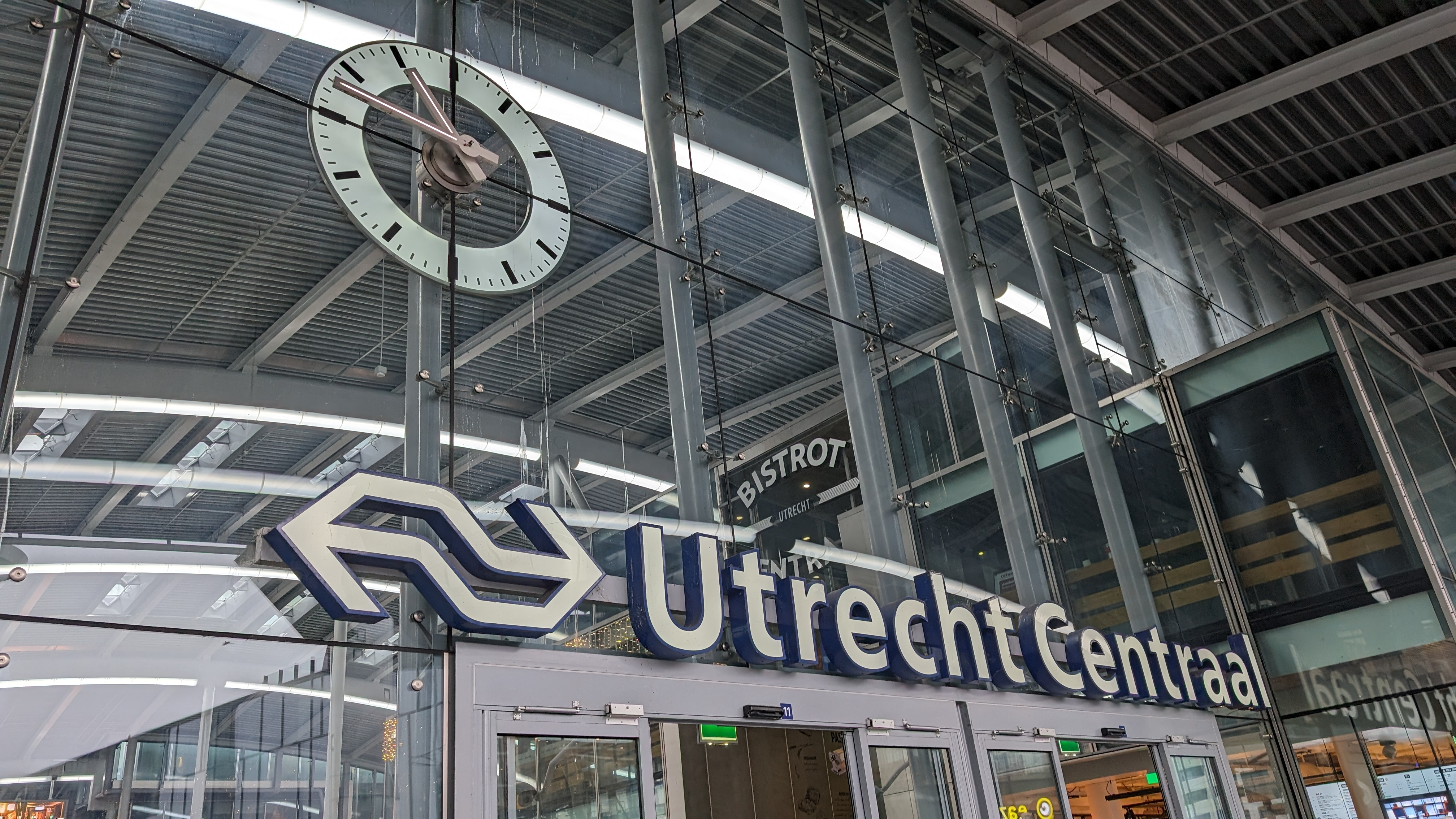

Az Utrecht Centraal vasútállomásnál jelenleg 12 000 parkolóhely áll rendelkezésre, ezt 2020-ra 33 000-re tervezik növelni. Ennek keretében jelenleg építés alatt áll a világ legnagyobb, 12 500 férőhelyes kerékpárparkolója.